# Comitê Pró-Muro das Lamentações

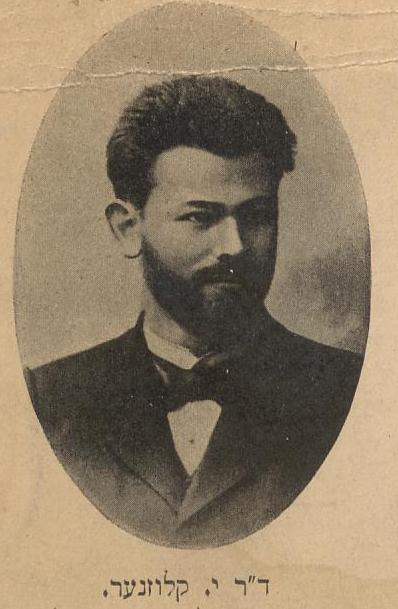
O fundador do Comitê Pró-Muro das Lamentações, Joseph Klausner (c. 1910)

O Comitê Pró-Muro das Lamentações foi criado no Mandato Britânico da Palestina em 24 de julho de 1929, por Joseph Klausner, professor de literatura hebraica moderna na Universidade Hebraica de Jerusalém, para promover os direitos dos judeus no Muro das Lamentações.
O comitê criou um programa de atividades políticas organizadas e promovidas por uma coligação informal de sionistas revisionistas, sionistas religiosos e jovens. Também criou muitas filiais, que realizaram reuniões por todo o país.

## Contexto
Durante o século XIX, o Muro das Lamentações passou a ser visto nos círculos judaicos como um local especial de comemoração e de santidade. Também ganhou um significado nacional pelo movimento nacional judaico. A partir do final do século XIX, imagens e cartões postais muitas vezes retratavam um Templo Judaico reconstruído no Monte do Templo, por vezes junto à Mesquita de Al-Aqsa ou ao Domo da Rocha e por vezes em seu lugar. Os chefes das yeshivot no Antigo Yishuv também usavam fotomontagens mostrando o Domo da Rocha com a Estrela de Davi e as bandeiras de Sião sobrepostas nos panfletos de arrecadação de fundos para os judeus da Diáspora. Assim, os muçulmanos entendiam que uma conspiração judaica estava em andamento para reconstruir o Templo Judaico em locais sagrados para os muçulmanos. As tensões resultantes foram exploradas tanto por nacionalistas árabes palestinos quanto por judeus.
Joseph Klausner era membro do círculo de ativistas políticos de Odessa, que incluía Zeev Jabotinsky e Menachem Ussishkin e, embora não fosse um "homem do partido", era um companheiro de viagem do sionismo revisionista e contribuiu significativamente para a educação sionista do Betar, o movimento juvenil revisionista, e para a juventude nacionalista em geral. A formação de Klausner como acadêmico com experiência na história do período do Segundo Templo e como ativista nas polêmicas sionistas acabou por colocá-lo à frente da parcela da população judaica que estava furiosa com o fracasso do establishment sionista na Palestina em resolver problemas de acesso e de organização de culto no Muro das Lamentações.
O vácuo político causado pela ausência do Alto Comissário Britânico, Sir John Chancellor, e da liderança sionista, que viajaram para o 16º Congresso Sionista em Zurique, permitiu que as filiais do Comitê Pró-Muro das Lamentações seguissem uma agenda mais radical durante a preparação para o Tishá BeAv, dia de luto e de lembrança pela destruição do Primeiro e do Segundo Templo, realizado em 15 de agosto de 1929. Respondendo às críticas do establishment, que temia que a incitação dos jovens levasse a "acidentes" sem "utilidade prática", o Comitê de Klausner escreveu nas páginas do Doar HaYom: "Não podemos mais confiar nas ações das instituições existentes nesse assunto e decidimos tomar medidas separadas". No mesmo dia, em um artigo nas páginas do The Palestine Weekly, Klausner escreveu: "Mas e os judeus, eles também não podem atirar pedras, não têm mãos ou mesmo punhos? O que Shakespeare disse através do seu Shylock? 'Um judeu não tem olhos... se nos fizerdes mal, não nos vingaremos...'"
Durante os nove primeiros dias do mês judaico de Av, o Comitê publicou um apelo:
"Ó judeus, e judeus nacionais de todas as partes do mundo! Acordem e unam-se! Não fiquem em silêncio ou descansem em paz até que todo o Muro tenha sido devolvido a nós! Formem-se em sociedades pró-Muro das Lamentações! Façam reuniões de protesto! Vão e apresentem-se diante dos cônsules britânicos em todos os países em nome do Muro! Enviem memoriais de protesto a eles! Expliquem às massas judaicas e à geração jovem o que foi e o que é o Kotel para Israel no passado e no presente! Expliquem aos justos e piedosos entre as nações do mundo qual é o insulto nacional que sofremos nas mãos dos oficiais britânicos sem justiça ou direito! Movam céus e terra diante da injustiça e opressão indizíveis e sem precedentes que tendem a roubar de uma nação viva suas últimas relíquias e seu "cordeiro do pobre". Aqueles de nós que estamos aqui não descansaremos até que aquela relíquia que sempre foi nossa, que foi selada com o sangue de dezenas de milhares de nossos filhos por dois milênios e que absorveu as lágrimas de Israel por dois mil anos, tenha sido restaurada para o nosso povo. Venham em nosso auxílio cooperando nesta luta justa pelo Muro e o triunfo certamente virá.
Jerusalém, durante os Nove Dias de Luto. 5689.
Comitê Pró-Muro das Lamentações."
O apelo foi seguido por uma reunião de protesto organizada pela Federação Mundial da Juventude Hebraica, que contou com a presença de revisionistas e sionistas religiosos do Mizrachi, o movimento apoiado pelo Rabino-Chefe Abraão Isaac Kook. A reunião foi realizada em Tel Aviv na véspera do Tisha B'Av e contou com a presença de 6.000 pessoas, de acordo com a inteligência britânica. Adotou quatro resoluções e apelou ao Rabinato Chefe e ao Comitê de Klausner para que continuassem a luta política pelo Muro.

## A eclosão da violência
Em 15 de agosto de 1929, Tishá BeAv, o líder da juventude revisionista Jeremiah Halpern e trezentos jovens revisionistas do Batalhão dos Defensores da Língua e do Betar marcharam até o Muro das Lamentações proclamando "O Muro é nosso". Os manifestantes ergueram a bandeira sionista e cantaram o Hatikvah. A manifestação ocorreu no bairro muçulmano de Maghribi, em frente à casa do Mufti.
Dois dias depois, no contexto de tensões crescentes causadas por uma contra-manifestação de 2000 muçulmanos após as orações de sexta-feira do dia anterior, um jovem judeu, Avraham Mizrahi, foi morto e um jovem árabe escolhido aleatoriamente foi esfaqueado em retaliação. Posteriormente, a violência se transformou nos Motins da Palestina em 1929.
A manifestação da juventude revisionista de 15 de agosto foi posteriormente interpretada pela Comissão Shaw como a causa imediata dos motins.